# Coesfeld
 (août 2025).
La mise en forme du texte ne suit pas les recommandations de Wikipédia : il faut le « wikifier ».
Les points d'amélioration suivants sont les cas les plus fréquents. Le détail des points à revoir est peut-être précisé sur la page de discussion.
- Les titres sont pré-formatés par le logiciel. Ils ne sont ni en capitales, ni en gras.
- Le texte ne doit pas être écrit en capitales (les noms de famille non plus), ni en gras, ni en italique, ni en « petit »…
- Le gras n'est utilisé que pour surligner le titre de l'article dans l'introduction, une seule fois.
- L'italique est rarement utilisé : mots en langue étrangère, titres d'œuvres, noms de bateaux, etc.
- Les citations ne sont pas en italique mais en corps de texte normal. Elles sont entourées par des guillemets français : « et ».
- Les listes à puces sont à éviter, des paragraphes rédigés étant largement préférés. Les tableaux sont à réserver à la présentation de données structurées (résultats, etc.).
- Les appels de note de bas de page (petits chiffres en exposant, introduits par l'outil «  Source ») sont à placer entre la fin de phrase et le point final[comme ça].
- Les liens internes (vers d'autres articles de Wikipédia) sont à choisir avec parcimonie. Créez des liens vers des articles approfondissant le sujet. Les termes génériques sans rapport avec le sujet sont à éviter, ainsi que les répétitions de liens vers un même terme.
- Les liens externes sont à placer uniquement dans une section « Liens externes », à la fin de l'article. Ces liens sont à choisir avec parcimonie suivant les règles définies. Si un lien sert de source à l'article, son insertion dans le texte est à faire par les notes de bas de page.
- La présentation des références doit suivre les conventions bibliographiques. Il est recommandé d'utiliser les modèles {{Ouvrage}}, {{Chapitre}}, {{Article}}, {{Lien web}} et/ou {{Bibliographie}}. Le mode d'édition visuel peut mettre en forme automatiquement les références.
- Insérer une infobox (cadre d'informations à droite) n'est pas obligatoire pour parachever la mise en page.

Pour une aide détaillée, merci de consulter Aide:Wikification.
Si vous pensez que ces points ont été résolus, vous pouvez retirer ce bandeau et améliorer la mise en forme d'un autre article.
 (août 2025).
Si vous disposez d'ouvrages ou d'articles de référence ou si vous connaissez des sites web de qualité traitant du thème abordé ici, merci de compléter l'article en donnant les références utiles à sa vérifiabilité et en les liant à la section « Notes et références ».
Pour les articles homonymes, voir Coesfeld.
Coesfeld (en allemand : [ˈkoːsˌfɛlt],, ) est une ville de Rhénanie-du-Nord-Westphalie (Allemagne), située dans l'arrondissement de Coesfeld et le district de Münster. Elle appartient au Landschaftsverband de Westphalie-Lippe. Le centre-ville est dominé par les énormes anciens bâtiments jésuites du Collegium Nepomucenum, aujourd'hui Gymnasium Nepomucenum, et par son église, l'église des Jésuites, juste à côté de l'église paroissiale Saint-Lambert.
Sa population est en baisse passant d'environ 36 000 habitants en 2006 à 35 000 en 2015.

## Histoire
| Appartenances historiques Principauté épiscopale de Münster 1180-1802 Comté de Salm-Horstmar 1803-1806 Grand-duché de Berg 1806-1811 Empire français (Lippe) 1811-1814 Royaume de Prusse (Province de Westphalie) 1815-1918 République de Weimar 1918-1933 Reich allemand 1933-1945 Allemagne occupée 1945-1949 Allemagne 1949-présent |

Coesfeld reçoit le statut de ville en 1197. Le recès d'Empire de 1803 met fin à la souveraineté du prince-évêque. Après les guerres napoléoniennes, Coesfeld comme toute la Westphalie  (alliée de Napoléon) entre dans le territoire du royaume de Prusse.

## Enseignement
Il y a deux grands lycées à Coesfeld : 
- le Nepomucenum, fondé par les jésuites au XVIIe siècle et sécularisé à la fin du XVIIIe siècle.
- le Saint-Pius-Gymnasium

## Personnalités
- La mystique Anna Katharina Emmerick 1774-1824 est née à Coesfeld.
- C'est à Coesfeld qu'a été fondée la congrégation enseignante des Sœurs de Notre-Dame de Coesfeld, aujourd'hui dans les quatre coins du monde.

## Jumelages
Elle est jumelée avec :
- De Bilt (Pays-Bas)
- Mieścisko (Pologne)